# 横浜建築高等職業訓練校
横浜建築高等職業訓練校（よこはまけんちくこうとうしょくぎょうくんれんこう）は、横浜市神奈川区にあり横浜建設労働組合が運営する職業能力開発促進法に基づいた大工の養成を目的とした認定職業訓練を受けた職業能力開発校である。

## 訓練科
- 建築科（訓練期間 3年間）

## 免許・資格
- 職業訓練指導員免許
- 技能士
- 技能士補